# Pömmelte
Pömmelte este o comună în Saxonia-Anhalt, Germania